# Taranto Sport 2005-2006
Questa voce raccoglie le informazioni riguardanti il Taranto Sport nelle competizioni ufficiali della stagione 2005-2006.

## Stagione
Nella stagione 2005-2006 il Taranto ha militato nel girone C del Campionato di Serie C2, classificandosi seconda con 58 punti alle spalle del Gallipoli che ha vinto il torneo con 68 punti, conseguendo la promozione in Serie C1 dopo aver vinto i Play-off, in semifinale ha superato il Melfi, in finale ha superato il Rende (andata 1-1; ritorno 1-0). Sulla panchina tarantina Raimondo Marino fino al 22 gennaio 2006, dopo la sconfitta interna (0-1) con il Lamezia, viene sostituito da Aldo Papagni. Miglior marcatore dei rossoblù Andrea Deflorio autore di 16 reti in campionato, più 1 rete nei Play-off e 2 in Coppa Italia.

## Divise e sponsor
Lo sponsor tecnico per la stagione 2005-2006 è la Umbro, mentre gli sponsor ufficiali sono la ProJet e la Taranto città d a..mare. Durante la stagione i rossoblù hanno vestito due tipi differenti di prime divise: la prima divisa presentava le classiche strisce rossoblù verticali, la seconda bianca con una fascia sulla spalla rossoblù e la terza interamente arancione. La casacca del portiere era azzurra oppure nera con le spalle leopardate

## Rosa
| N. |                   | Ruolo | Calciatore          |
| -- | ----------------- | ----- | ------------------- |
|    | Italia (bandiera) | P     | Luca Gentili        |
|    | Italia (bandiera) | P     | Piergraziano Gori   |
|    | Italia (bandiera) | P     | Terence Lucaselli   |
|    | Italia (bandiera) | D     | Maurizio Caccavale  |
|    | Italia (bandiera) | D     | Giovanni Micallo    |
|    | Italia (bandiera) | D     | Ivano Pastore       |
|    | Italia (bandiera) | D     | Massimiliano Manni  |
|    | Italia (bandiera) | D     | Pasquale Martinelli |
|    | Italia (bandiera) | D     | Fabio Prosperi      |
|    | Italia (bandiera) | D     | Alessandro Capone   |
|    | Italia (bandiera) | C     | Manuel Mancini      |
|    | Italia (bandiera) | C     | Vincenzo De Liguori |

| N. |                   | Ruolo | Calciatore          |
| -- | ----------------- | ----- | ------------------- |
|    | Italia (bandiera) | C     | Cristian Mortari    |
|    | Italia (bandiera) | C     | Antonio Deleonardis |
|    | Italia (bandiera) | C     | Francesco Larosa    |
|    | Italia (bandiera) | C     | Sirio Silvestri     |
|    | Italia (bandiera) | C     | Manolo Manoni       |
|    | Italia (bandiera) | C     | Francesco Mignogna  |
|    | Italia (bandiera) | C     | Andrea Bussi        |
|    | Italia (bandiera) | C     | Giovanni Malagnino  |
|    | Italia (bandiera) | A     | Andrea Deflorio     |
|    | Italia (bandiera) | A     | Fabio Di Domenico   |
|    | Italia (bandiera) | A     | Emanuele Catania    |
|    | Italia (bandiera) | A     | Alessandro Ambrosi  |

## Risultati

### Serie C2

#### Girone di andata
| Arbitro: | Cavarretta (Trapani) |

|            |           |              |
| Toledo 76’ | Marcatori | 26’ Deflorio |

| Arbitro: | Valeri (Roma) |

|                          |           |              |
| Mortari 13’ Deflorio 31’ | Marcatori | 27’ La Porta |

| Lamezia Terme 11 settembre 2005 3ª giornata | Vigor Lamezia    | 0 – 0 | Taranto | Stadio Guido D'Ippolito\| Arbitro: \| Rubino (Salerno) \| |
| Arbitro:                                    | Rubino (Salerno) |       |         |                                                           |

| Arbitro: | Zega (Fermo) |

|             |           |  |
| Pastore 90’ | Marcatori |  |

| Arbitro: | Gentile (Termoli) |

|            |           |  |
| Chigou 72’ | Marcatori |  |

| Arbitro: | Manna (Isernia) |

|                          |           |  |
| Deflorio 31’ Catania 68’ | Marcatori |  |

| Vittoria 9 ottobre 2005 7ª giornata | Vittoria              | 0 – 0 | Taranto | Stadio Comunale Gianni Cosimo\| Arbitro: \| Guerriero (Catanzaro) \| |
| Arbitro:                            | Guerriero (Catanzaro) |       |         |                                                                      |

| Arbitro: | Martino (Vasto) |

|                                                    |           |             |
| Deflorio 37’ (rig.) Di Domenico 83’ De Liguori 88’ | Marcatori | 35’ Bonadei |

| Arbitro: | Taverna (Taurianova) |

|                                     |           |  |
| Galizia 27’ (rig.) Manco 35’ (rig.) | Marcatori |  |

| Gallipoli 30 ottobre 2005 10ª giornata | Gallipoli           | 0 – 0 | Taranto | Stadio Antonio Bianco\| Arbitro: \| Mannella (Avezzano) \| |
| Arbitro:                               | Mannella (Avezzano) |       |         |                                                            |

| Taranto 6 novembre 2005 11ª giornata | Taranto                   | 0 – 0 | Latina | Stadio Erasmo Iacovone\| Arbitro: \| Pagano (Torre Annunziata) \| |
| Arbitro:                             | Pagano (Torre Annunziata) |       |        |                                                                   |

| Arbitro: | Passeri (Gubbio) |

|                                     |           |                                    |
| Mazzeo 24’ Greco 46’ Di Martino 81’ | Marcatori | 25’ De Leonardis 54’, 65’ Deflorio |

| Arbitro: | G. Stefanini (Livorno) |

|                            |           |  |
| Di Domenico 1’ Deflorio 5’ | Marcatori |  |

| Arbitro: | Fugante (Macerata) |

|                          |           |                           |
| Maccagnan 6’ Morante 29’ | Marcatori | 40’ Manni 41’ Di Domenico |

| Arbitro: | Lupo (Matera) |

|                    |           |  |
| Mortari 13’ (rig.) | Marcatori |  |

| Arbitro: | Buonocore (Nichelino) |

|  |           |                   |
|  | Marcatori | 90+4’ Di Domenico |

| Arbitro: | Manna (Isernia) |

|  |           |                  |
|  | Marcatori | 90+2’ Bordacconi |

#### Girone di ritorno
| Arbitro: | Zanardo (Conegliano) |

|                     |           |                          |
| Deflorio 36’ (rig.) | Marcatori | 13’ Banchelli 63’ Ciotti |

| Arbitro: | Marrocco (Pisa) |

|                                         |           |                        |
| Lauria 26’ Cammarota 69’ Balistreri 83’ | Marcatori | 42’ Larosa 51’ Mancini |

| Arbitro: | Italiani (L'Aquila) |

|  |           |           |
|  | Marcatori | 59’ Pasca |

| Arbitro: | Baratta (Salerno) |

|           |           |                   |
| Palma 19’ | Marcatori | 17’, 68’ Deflorio |

| Arbitro: | Grazioli (Maniago) |

|             |           |  |
| Mancini 61’ | Marcatori |  |

| Arbitro: | Valeri (Roma) |

|  |           |                |
|  | Marcatori | 15’ De Liguori |

| Arbitro: | Lupo (Matera) |

|                   |           |  |
| Di Domenico 90+4’ | Marcatori |  |

| Arbitro: | Baracani (Firenze) |

|  |           |                   |
|  | Marcatori | 32’ (aut.) Ettori |

| Arbitro: | Petroselli (Viterbo) |

|                                    |           |  |
| Di Domenico 9’ Deflorio 87’ (rig.) | Marcatori |  |

| Taranto 19 marzo 2006 27ª giornata | Taranto         | 0 – 0 | Gallipoli | Stadio Erasmo Iacovone\| Arbitro: \| Lena (Ciampino) \| |
| Arbitro:                           | Lena (Ciampino) |       |           |                                                         |

| Arbitro: | La Rocca (Ercolano) |

|             |           |                          |
| Marasco 10’ | Marcatori | 39’ Deflorio 61’ Mancini |

| Taranto 2 aprile 2006 29ª giornata | Taranto         | 0 – 0 | Nocerina | Stadio Erasmo Iacovone\| Arbitro: \| Peruzzo (Schio) \| |
| Arbitro:                           | Peruzzo (Schio) |       |          |                                                         |

| Arbitro: | Bo (Genova) |

|  |           |                     |
|  | Marcatori | 71’ (rig.) Deflorio |

| Taranto 15 aprile 2006 31ª giornata | Taranto              | 0 – 0 | Pro Vasto | Stadio Erasmo Iacovone\| Arbitro: \| Ferrandini (Sondrio) \| |
| Arbitro:                            | Ferrandini (Sondrio) |       |           |                                                              |

| Arbitro: | Tommasi (Bassano del Grappa) |

|           |           |  |
| Riolo 80’ | Marcatori |  |

| Arbitro: | Zaga (Fermo) |

|                          |           |  |
| Deflorio 28’, 69’ (rig.) | Marcatori |  |

| Arbitro: | Ferraioli (Nocera Inferiore) |

|                |           |  |
| Bordacconi 83’ | Marcatori |  |

#### Play-off
| Arbitro: | Baratta (Salerno) |

|                                            |           |                    |
| Cammarota 4’ Paris 10’ Schiavon 81’ (rig.) | Marcatori | 18’ (rig.) Mortari |

| Arbitro: | Lena (Ciampino) |

|                          |           |  |
| Catania 58’ Deflorio 83’ | Marcatori |  |

| Arbitro: | Velotto (Grosseto) |

|                |           |             |
| Galantucci 33’ | Marcatori | 80’ Pastore |

| Arbitro: | Iannone (Napoli) |

|                |           |  |
| De Liguori 88’ | Marcatori |  |

### Coppa Italia Serie C

#### Fase a gironi
| Arbitro: | Guerriero (Catanzaro) |

|                         |           |                             |
| Dettori 51’ Morello 68’ | Marcatori | 4’, 24’ Deflorio 61’ Larosa |

| Arbitro: | Taverna (Taurianova) |

|  |           |                  |
|  | Marcatori | 48’, 57’ Corsale |

| Arbitro: | Lena (Ciampino) |

|                   |           |  |
| Arzeni 34’ (aut.) | Marcatori |  |

| Arbitro: | Ferraioli (Nocera Inferiore) |

|  |           |                                     |
|  | Marcatori | 15’, 51’ Pagana 58’ (rig.) Carrozza |

## Statistiche

### Statistiche dei giocatori
| Giocatore      | Serie C2 | Serie C2 | Coppa Italia Serie C | Coppa Italia Serie C | Totale   | Totale |
| Giocatore      | Presenze | Reti     | Presenze             | Reti                 | Presenze | Reti   |
| -------------- | -------- | -------- | -------------------- | -------------------- | -------- | ------ |
| A. Ambrosi     | 6+2      | 0        | ?                    | 0                    | 8+       | 0      |
| A. Bussi       | 8+3      | 0        | ?                    | 0                    | 11+      | 0      |
| M. Caccavale   | 30       | 0        | ?                    | 0                    | 30+      | 0      |
| A. Capone      | 1        | 0        | ?                    | 0                    | 1+       | 0      |
| E. Catania     | 34+4     | 1+1      | ?                    | 0                    | 38+      | 2      |
| A. Deflorio    | 31+4     | 16+1     | ?                    | 2                    | 35+      | 19     |
| A. Deleonardis | 17       | 1        | ?                    | 0                    | 17+      | 1      |
| V. De Liguori  | 27+4     | 2+1      | ?                    | 0                    | 31+      | 3      |
| F. Di Domenico | 26+2     | 6        | ?                    | 0                    | 28+      | 6      |
| L. Gentili     | 21       | -17      | ?                    | -?                   | 21+      | -17+   |
| P. Gori        | 13+4     | -6-4     | ?                    | -?                   | 17+      | -6+    |
| F. Larosa      | 23+3     | 1        | ?                    | 1                    | 26+      | 2      |
| T. Lucaselli   | 0        | -0       | ?                    | -?                   | 0+       | -0+    |
| G. Malagnino   | 12+3     | 0        | ?                    | 0                    | 15+      | 0      |
| M. Mancini     | 27+4     | 3        | 2                    | 0                    | 33       | 3      |
| M. Manni       | 31+4     | 1        | ?                    | 0                    | 35+      | 1      |
| M. Manoni      | 7        | 0        | ?                    | 0                    | 7+       | 0      |
| P. Martinelli  | 17+1     | 0        | ?                    | 0                    | 18+      | 0      |
| G. Micallo     | 26+3     | 0        | ?                    | 0                    | 29+      | 0      |
| F. Mignogna    | 7+2      | 0        | ?                    | 0                    | 9+       | 0      |
| C. Mortari     | 26+1     | 2+1      | ?                    | 0                    | 27+      | 3      |
| I. Pastore     | 30+4     | 1+1      | ?                    | 0                    | 34+      | 2      |
| F. Prosperi    | 5+2      | 0        | ?                    | 0                    | 7+       | 0      |
| S. Silvestri   | 4        | 0        | ?                    | 0                    | 4+       | 0      |